# Hermannsdenkmal
Hermannsdenkmal (tysk for Hermannsmindesmærket) er et monument i den tyske delstat Nordrhein-Westfalen. Mindesmærket står i den sydlige del af Teutoburgerskoven, som ligger sydvest for Detmold. Kæmpestatuen står på det øverste punkt i det skovklædte og 386 meter høje Teutberg.
Monumentet er rejst for at hylde Hermann (latin: Arminius), cheruskerhøvding, der slog romerne i det afgørende Varusslaget i år 9 e.k., som (måske) fandt sted i Teutoburgerskoven. På tidspunktet for mindesmærkets tilblivelse var det den fremherskende opfattelse, at slaget fandt sted i umiddelbar nærhed af monumentet.
Det 7 meter lange sværd bærer inskriptionen:
Deutsche Einigkeit, meine Stärke – meine Stärke, Deutschlands Macht.
(Tysk enighed, min styrke – min styrke, Tysklands magt.)

## Historie
Konstruktionen af den 53,46 meter høje statue begyndte i 1841 og var færdiggjort i 1875 med stor finansiel støtte fra Preussen. Byggeriet fandt sted efter tegninger af billedhuggeren Ernst von Bandel.
Statuen var et led i hele den fællestyske rørelse, der fandt sted i disse år med samling af de tyske stater under en fælles ledelse af 'jernkansleren' Bismarck. Det var de samme følelser der førte til rejsning af andre nationale mindesmærker, som fx Niederwalddenkmal ved Rhinen eller Walhalla i Donaustauf nær Regensburg.

## Turisme
Statuen er en af de mest populære turistdestinationer i Tyskland med over 130.000 besøgende om året. Statuen står på en høj sokkel, som er med til at hæve den yderligere og hvorfra der er en flot udsigt.